# Fanny Bay
Fanny Bay är en ort i Kanada.   Den ligger i provinsen British Columbia, i den sydvästra delen av landet, 3 700 km väster om huvudstaden Ottawa. Fanny Bay ligger 16 meter över havet och antalet invånare är 815.
Terrängen runt Fanny Bay är varierad. Havet är nära Fanny Bay österut.Runt Fanny Bay är det ganska glesbefolkat, med 27 invånare per kvadratkilometer.. Närmaste större samhälle är Union Bay, 11,6 km nordväst om Fanny Bay. 